# 盧坎

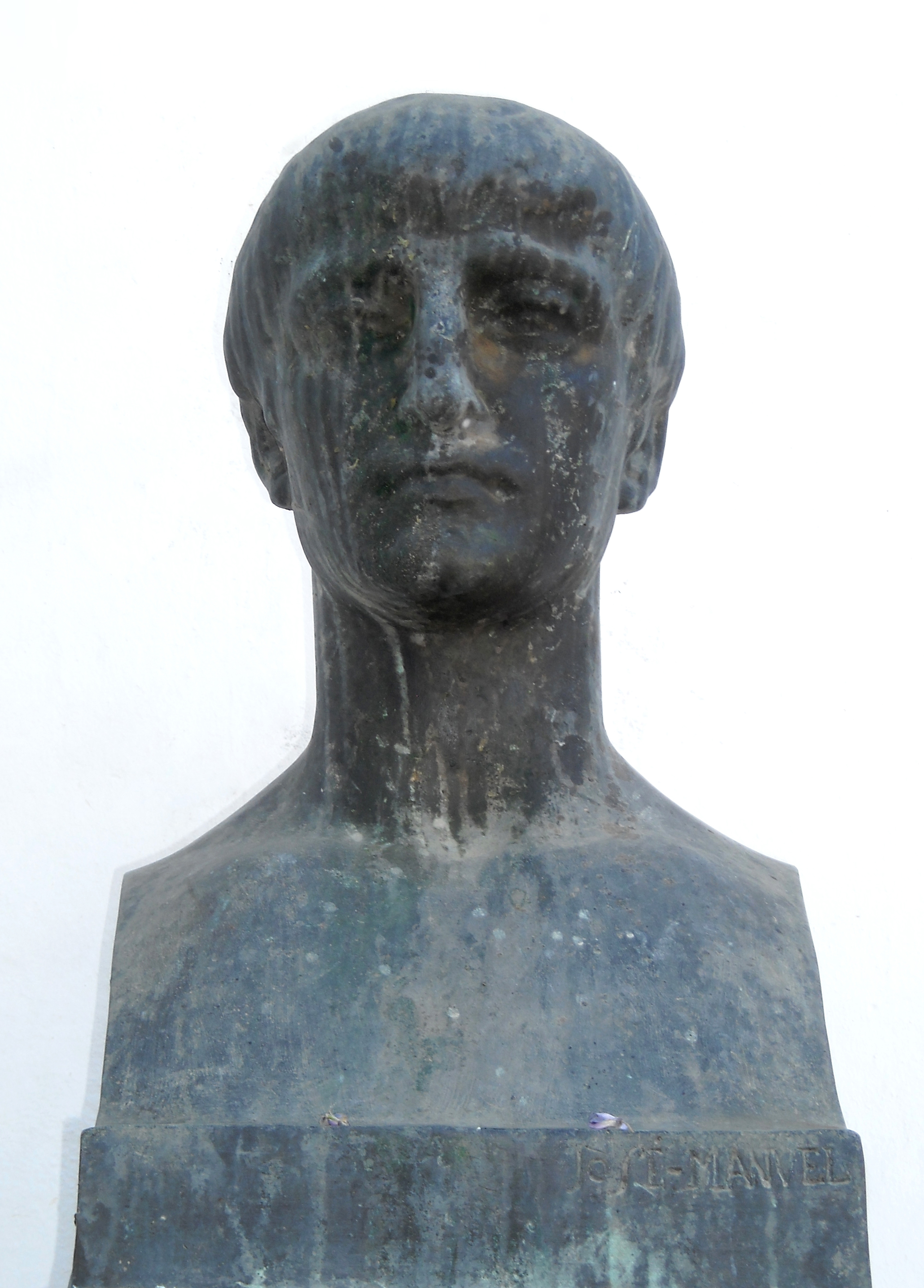
位于西班牙科尔多瓦的卢坎半身像，为现代作品

盧坎（Marcus Annaeus Lucanus，英文稱Lucan，39年—65年）是羅馬詩人。

## 生平
他最著名的著作是史詩《法沙利亞》（Pharsalia），描述凱撒與龐培之間的內戰。這部史詩雖是未完成作品，卻被譽為是維吉爾《埃涅阿斯》之外最偉大的拉丁文史詩。第七章完全在描述前48年發生於希臘北部法沙利亞的戰事，全書也以此地為名。

## 作品

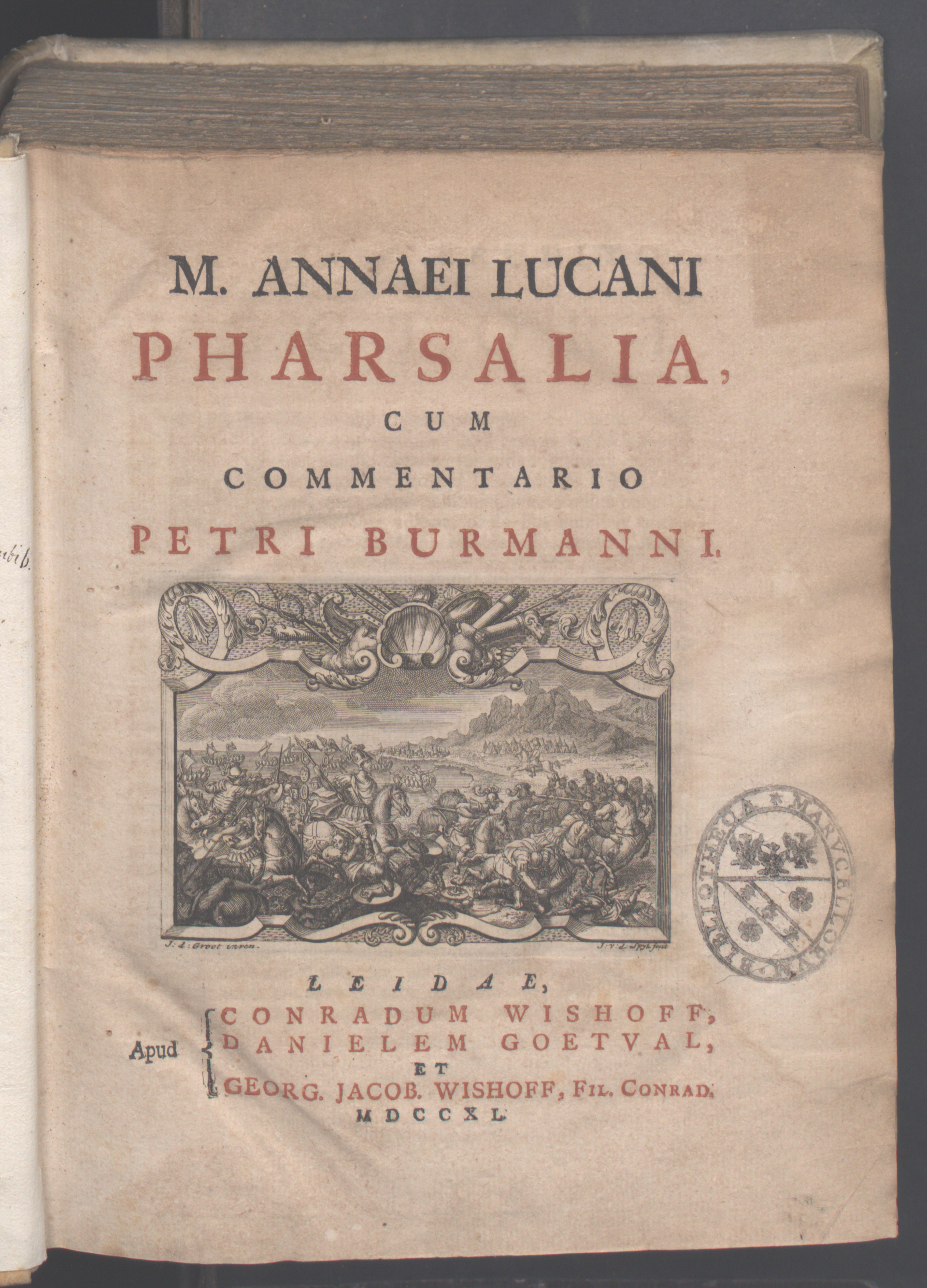
《法萨里亚》（Pharsalia）, 1740

据斯塔提乌斯及6世纪语法学家瓦卡的作品《卢坎生平》（Vita Lucani），卢坎的著作有：
流传至今的作品：
- 《法萨里亚》（Pharsalia），亦名《内战记》（De Bello Civili），内容为凯撒及庞培之间的内战

署名为卢坎的作品（也有抄本署名为其他作者）：
- 《毕索赞》（Laus Pisonis），赞颂毕索家族之成员

已佚作品：
- Catachthonion
- Iliacon，有关特洛伊传说的作品
- Epigrammata
- Adlocutio ad Pollam
- Silvae
- Saturnalia
- Medea
- Salticae Fabulae
- 《尼禄赞》（Laudes Neronis）
- Orpheus
- Prosa oratio in Octavium Sagittam
- Epistulae ex Campania
- 《焚城记》（De Incendio Urbis），内容和公元64年罗马大火有关，有可能是谴责尼禄的作品